# NRT I
NRT I est le tombeau qu’Osorkon II s’est fait aménager dans la nécropole royale de Tanis.
Les fouilles et les études faites sur ce tombeau ont révélé que ce pharaon de la XXIIe dynastie a réutilisé, ou usurpé, une tombe royale plus ancienne certainement de la XXIe dynastie, édifiée avant celle, voisine, de Psousennès Ier.
Les niveaux d’imbrication des fondations des deux tombes indiquent clairement l’antériorité du monument usurpé par Osorkon et dans lequel il s’est fait inhumer en compagnie d’une partie de la famille royale de la XXIIe dynastie.
Ce tombeau se trouve au centre du premier ensemble de sépultures découvert dans la nécropole royale de Tanis. Il est jouxté au nord-ouest par le tombeau inviolé de Psousennès Ier, au sud-ouest et au sud-est par deux autres sépultures qui découvertes à la suite ou plus tard se révéleront totalement pillées.

## Découverte
Le tombeau d'Osorkon II est la première tombe royale découverte par la mission Montet en février 1939 à Tanis. Les archéologues se sont introduits à l’intérieur par une brèche antique, créée par les pilleurs de tombe qui dévastèrent les sépultures qu’il contenait.
En effet, ce tombeau a toutes les caractéristiques d’un caveau familial dès sa conception. Il comprend quatre pièces principales qui initialement recevront les sépultures du père d’Osorkon, Takélot Ier dans une pièce adjacente à l’antichambre de son propre caveau, puis celle de son jeune fils, le grand prêtre d'Amon de Tanis, Hornakht installé dans sa propre chambre funéraire à côté de son imposant sarcophage qui occupe la presque totalité du caveau en granit qu’il s’était réservé, enfin ultérieurement l'antichambre du caveau, qui a été réaménagée pour l'occasion, reçoit un autre sarcophage royal, déplacé ici par les prêtres sans doute après une première tentative de pillage dans sa sépulture d'origine.
Il est intéressant de constater que l'architecture de cette tombe présente de nombreuses analogies avec celle plus ancienne de Psousennès Ier. L'agencement des pièces est semblable avec un puits d'accès et une antichambre distribuant plusieurs pièces, dont celle réservée au roi est bâtie tout en granite tandis que les autres ont reçu des inhumations secondaires. Leur orientation diffère toutefois sans qu'il soit possible de dire si les architectes ont été contraints dans leurs travaux par la présence d'autres monuments comme c'est le cas au nord-ouest qui est occupé par la NRT III ou bien se sont contentés de reprendre le plan du monument initial qu'Osorkon s'est approprié pour le bénéfice de sa dynastie.

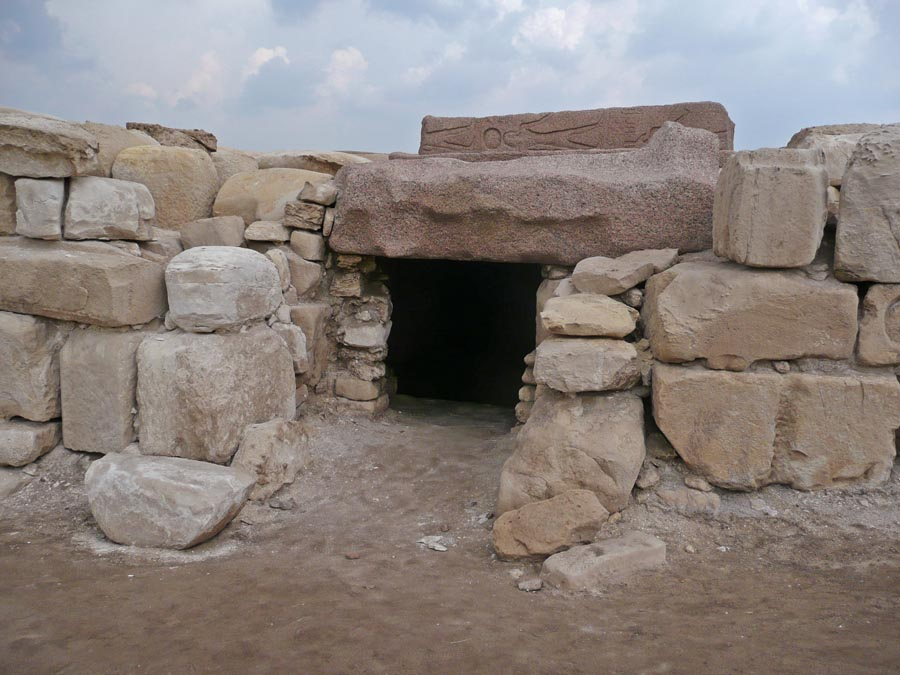
Vues extérieures du tombeau d'Osorkon II : entrée de la NRT ou tombe d'Osorkon II.

En pénétrant dans le caveau par le même chemin que les voleurs de tombe, indiquant de fait que l'ensemble avait été visité dès l'Antiquité probablement peu de temps après la fermeture des tombes, les égyptologues découvrent alors ce premier sarcophage anépigraphe et vide placé dans l'antichambre. Nommé lors de la découverte le sarcophage du pauvre roi, son identification n'intervint que plus tard une fois l'étude des vestiges retirés de la tombe analysés. Il s'agissait du sarcophage d'un roi Sheshonq, successeur d'Osorkon II.
Après avoir dégagé la pièce ils découvrent alors l'accès à une autre pièce contenant une seconde inhumation royale avec un massif sarcophage en quartzite blanc, remploi d'une époque antérieure pour un roi Takélot.
Enfin en face d'eux apparaît une porte, obstruée par un bouchon de granit encore en place, qui donne accès au caveau d'Osorkon II.
L'exploration de l'ensemble de ces sépultures livra de nombreux vestiges des viatiques funéraires qui accompagnaient les momies royales, retrouvés dans ou à l'extérieur de la tombe éparpillé, comme si les pillards avaient rejeté ou oublié ces éléments dans leur précipitation, dont certains, comme les ouchebti par exemple, ne devaient pas avoir à leurs yeux de valeur. Pour les archéologues ces indices mêmes décevants représentaient au contraire un encouragement dans leurs efforts continuels pour faire « parler » ce site du delta du Nil si largement négligé jusqu'alors par l'égyptologie.

## Les sépultures

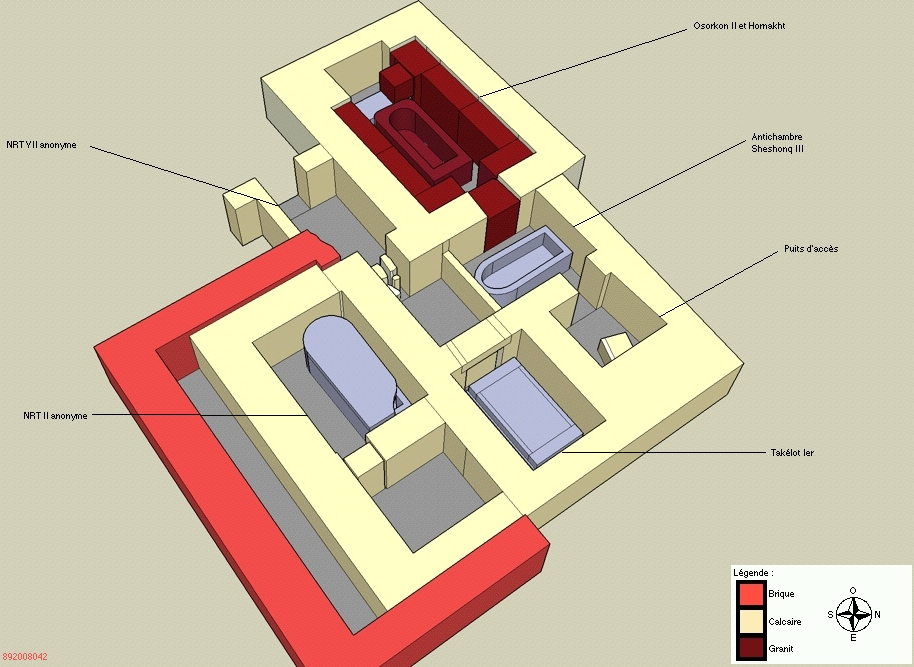
Restitution en élévation du tombeau d'Osorkon II et des tombes adjacentes

Les pièces sont numérotées de 1 à 4 selon l'ordre de découverte des pièces :

### L'antichambre
NRT I,1 est l’antichambre du caveau par laquelle les voleurs de l'Antiquité puis les égyptologues se sont introduits. Elle est séparée en deux pièces inégales par un muret édifié soit à l'occasion de l'enterrement de Takélot Ier dans la pièce voisine, soit dans un second temps lors de la réutilisation tardive de la sépulture probablement à la fin de l'histoire de la XXIIe dynastie. 
C'est dans la première pièce que le sarcophage pillé ayant reçu la dépouille d'un roi Sheshonq a été retrouvé. Il s'agit soit de Sheshonq V, soit de Sheshonq III, il aurait alors été déménagé là de son propre tombeau originel situé plus au nord dans la nécropole, probablement sous le règne de Sheshonq V qui se serait alors approprié le tombeau de son prédécesseur.
Cette antichambre toute décorée aux cartouches d'Osorkon II, comporte par ailleurs une inscription au nom du général en chef des troupes de Haute et Basse-Égypte, Pashereniset, fils de Hor. Ce dignitaire a souhaité faire graver un témoignage de son deuil pour son maître et souverain Osorkon, dont il a assuré l'enterrement en compagnie de la reine Kapes. Cette dernière s'est d'ailleurs chargée de faire graver l'inscription sur le mur de l'antichambre du caveau comme l'indique sa signature à la fin du texte. Cet indice, outre le fait qu'il met à notre connaissance un nouveau dignitaire de la cour royale d'Osorkon, probablement un de ses plus proches ministres étant donné le privilège qu'il reçut de pouvoir faire apparaître son image et son nom dans le tombeau de son maître, indique également que la grande épouse royale Kapes a survécu à son époux Takélot Ier inhumé dans une pièce à proximité, ainsi qu'à son fils Osorkon. Elle a personnellement supervisé les derniers préparatifs de l'enterrement royal.
L'autre information à relever dans ce texte est que le dignitaire dans son éloge funèbre du roi, qualifie la tombe de « château de million d'années », fondation cultuelle et funéraire bien connue au Nouvel Empire pour être le temple de culte du roi, ce qui indique probablement que l'édifice consacré à Osorkon se trouvait à proximité de sa tombe, voire était édifié au-dessus à l'instar d'autres exemples connus de cette période où les souverains et les membres de la famille royale de l'Égypte de la Troisième Période intermédiaire choisirent d'installer leur tombes dans l'enceinte des temples divins, y cherchant une sécurité que les nécropoles installées dans les régions désertiques n'offraient plus.
Enfin, sur le mur séparant en deux cette antichambre, certains reliefs mettent en scène Sheshonq III en adoration devant une représentation d'Osorkon II, ou bien procédant à des offrandes. Ces scènes donnent lieu à deux interprétations : soit il s'agit d'une décoration intervenue lors de l'enterrement secondaire de Sheshonq III, ce qui serait inédit dans un tel contexte, et qui est l'hypothèse retenue par ses découvreurs, soit il s'agit d'une décoration établie par le successeur d'Osorkon II, qui s'est ainsi fait représenter en successeur attitré du roi, procédant aux rites funéraires, ce qui implique que Sheshonq III a bien été le successeur direct d'Osorkon.
À proximité de l'antichambre se trouve le puits d'accès, noté sur les plans de la tombe NRT I,2. Non décoré, il a été découvert forcé et dans les déblais qui l'encombraient les restes de viatiques funéraires, notamment celui de Sheshonq III y ont été découverts, ce qui confirmerait ainsi l'identification de cette sépulture secondaire du roi.
Parmi ces vestiges modestes des trésors que contenaient les chambres funéraires, on dénombre notamment des ouchebtis de Sheshonq III, trois vases canopes en albâtre dont deux avec leurs bouchons zoomorphes, un ouchebti fragmentaire au nom d'Osorkon II, indice du pillage dont a fait l'objet sa sépulture, une boucle en or cloisonné en forme de boucle Tyet, ou de « nœud d'Isis », reste probable d'une parure royale arrachée à l'une des momies abritées ici.
Ce sont ces restes trouvés également à l'extérieur de la tombe qui ont mis les découvreurs sur la piste de la tombe royale.

### Le caveau deTakélotIer
NRT I,3 est la tombe de Takélot Ier.
Sur l'identification de ce caveau, deux hypothèses ont cours : Celle des premiers fouilleurs, qui l'identifièrent à Takélot II, identification largement reprise par la suite, et celle de K. Jansen-Winkeln qui à la suite de l'étude du viatique funéraire retrouvé ainsi qu'aux inscriptions de la tombe - notamment celle de Kapes l'épouse de Takélot Ier - démontra que le protocole royal devait être attribué à Takélot Ier.
Elle contenait un sarcophage en quartzite blanc du Moyen Empire au nom d'un certain Amény. La cuve de ce sarcophage présente à sa base une frise de triglyphes, caractéristique des sarcophages de la XIIe dynastie.
On accédait au caveau par l'autre moitié de l'antichambre. Le tombeau a été pillé dès l'Antiquité mais possédait encore au moment de sa découverte plus de quatre cents ouchebtis, un grand vase en albâtre au nom d'Osorkon Ier, père de Takélot, les vases canopes du roi. Le sarcophage a été forcé par le couvercle et contenait quelques débris de bijoux dont certains au nom également d'Osorkon Ier.

L'antichambre et le caveau de Takélot Ier
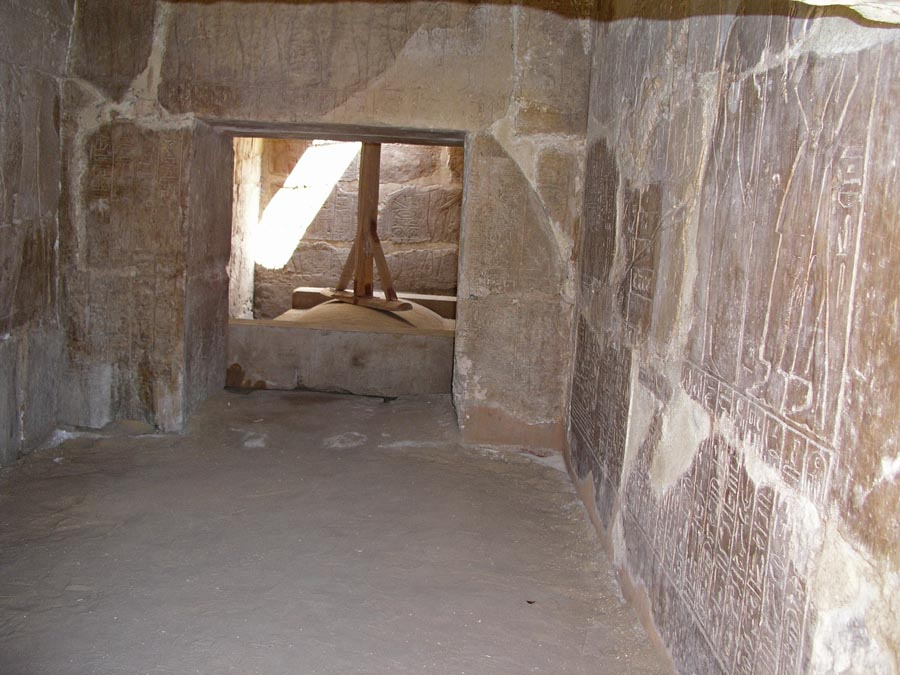
Vue depuis l'antichambre sur le tombeau de Takélot Ier
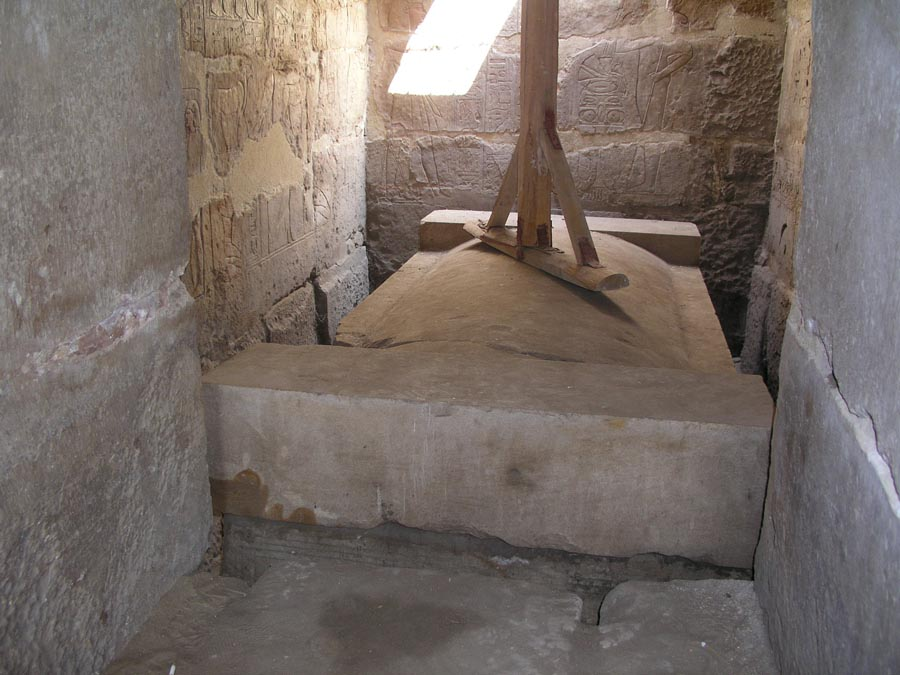
Le couvercle du sarcophage de Takélot Ier

### Le caveau d'OsorkonII
NRT I,4 est la chambre funéraire d’Osorkon II.
Si le caveau de granit d’Osorkon semblait intact car la porte y donnant accès et le bouchon de granit la bloquant n’avaient pas été endommagés, les fouilles démontrèrent que les voleurs s’étaient également introduits par une autre brèche ménagée à l’autre bout du tombeau dans le plafond de la chambre royale. La chambre funéraire s'avéra contenir deux sarcophages. Celui massif en granite rouge du roi et celui plus petit de son jeune fils le prince Hornakht.
Le caveau a néanmoins livré les vases canopes du roi et ceux de son fils, des fragments de bijoux ainsi que des amulettes et des scarabées de cœurs trouvés dans le sarcophage royal, un coffre en quartzite contenant des ouchebtis. Il est probable que la triade d'Osorkon, aujourd'hui exposée au Musée du Louvre, provienne de ce pillage antique.
Les pilleurs n'ont laissé que quelques débris du viatique funéraire du pharaon. En revanche, ils n'ont pas pu totalement piller le sarcophage de son fils, le grand prêtre d'Amon de Tanis, Hornakht. En effet, le sarcophage se trouvait bloqué par un gros bloc de granit empêchant de soulever son couvercle, ce qui l'a partiellement préservé de l'avidité des pillards. Ces derniers n'avaient d'autre choix que de fracturer la cuve du sarcophage afin d'accéder à son précieux contenu. Ils arrachèrent ce qu'ils pouvaient du sarcophage interne en argent massif qui enfermait le corps momifié couvert d'un cartonnage doré, prélevant sans doute le masque en or du prince ainsi que certaines parures précieuses attachées à son cou.
Cependant n'ayant pu soulever le couvercle de la cuve car il était bloqué par un bloc du mur du tombeau replacé par-dessus afin de soutenir les imposantes dalles de granite du plafond de la chambre funéraire royale, ils laissèrent sur place le reste des parures du prince, tant et si bien que lorsque les égyptologues le découvrirent ils mirent au jour un ensemble composé essentiellement d'amulettes en or qui accompagnaient et protégeaient le corps momifié.
Bien que de petites dimensions ces parures sont d'une haute qualité technique, certaines conçues en or cloisonné, serties de lapis-lazuli et autres pierres semi-précieuses représentant différents symboles prophylactiques destinés à garantir l'intégrité du corps du jeune prince.
Enfin on notera que dans le grand sarcophage en granite d'Osorkon II, les ossements de trois personnes ont été retrouvés.

Le caveau d'Osorkon II et de son fils Hornakht
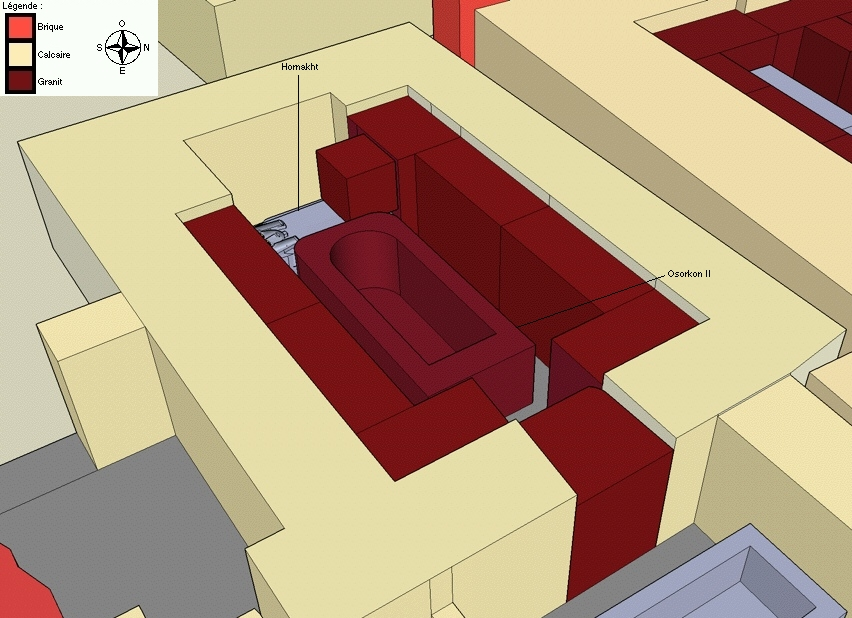
Vue restituée de la tombe d'Osorkon II et de son fils Hornakht
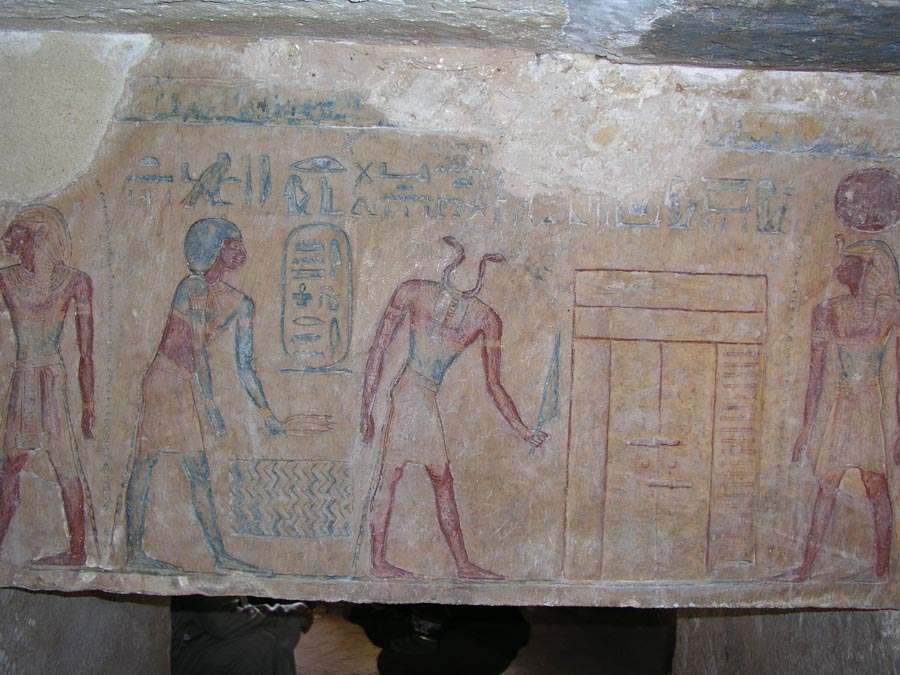
Relief et cartouche d'Osorkon II
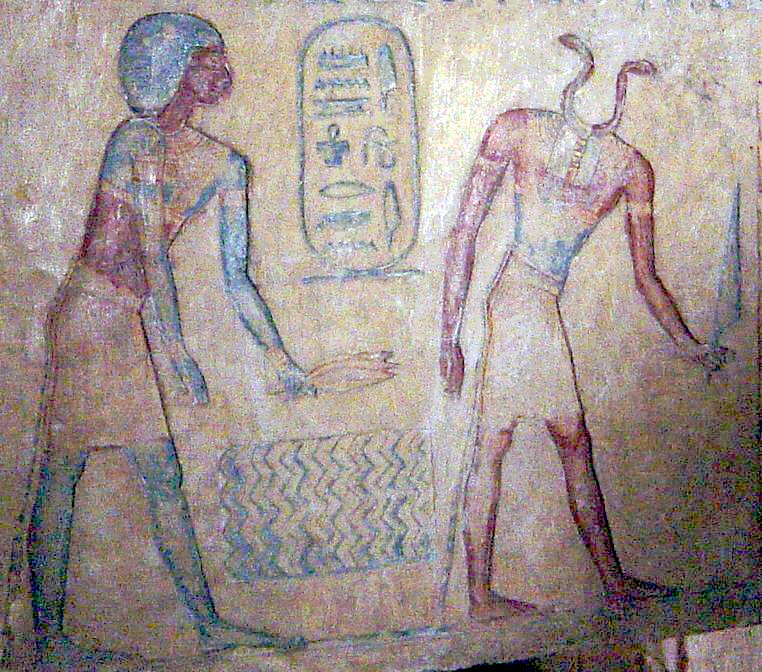
Détail du même relief
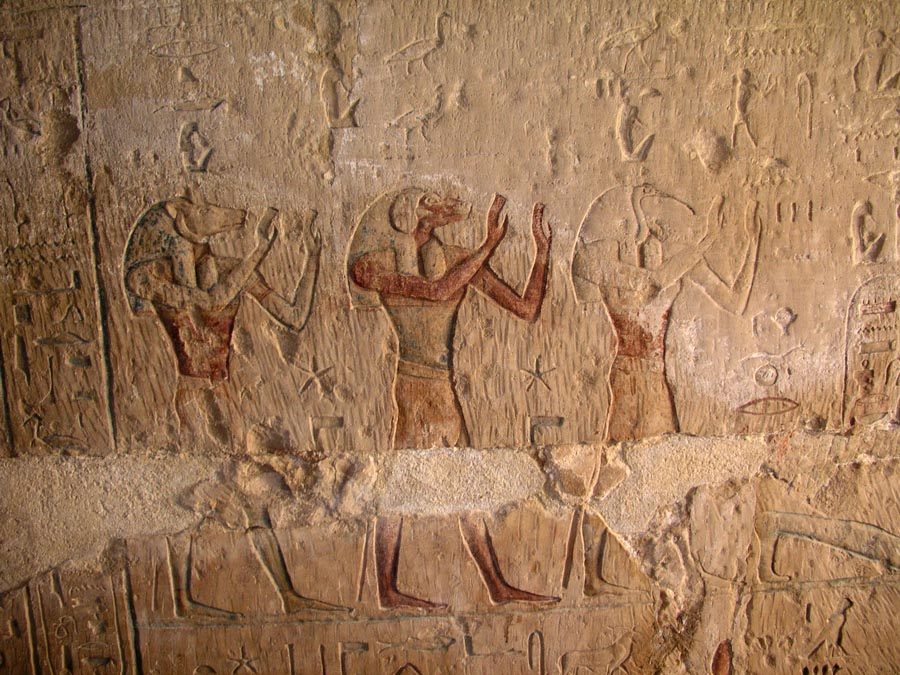
Relief de la tombe d'Osorkon II
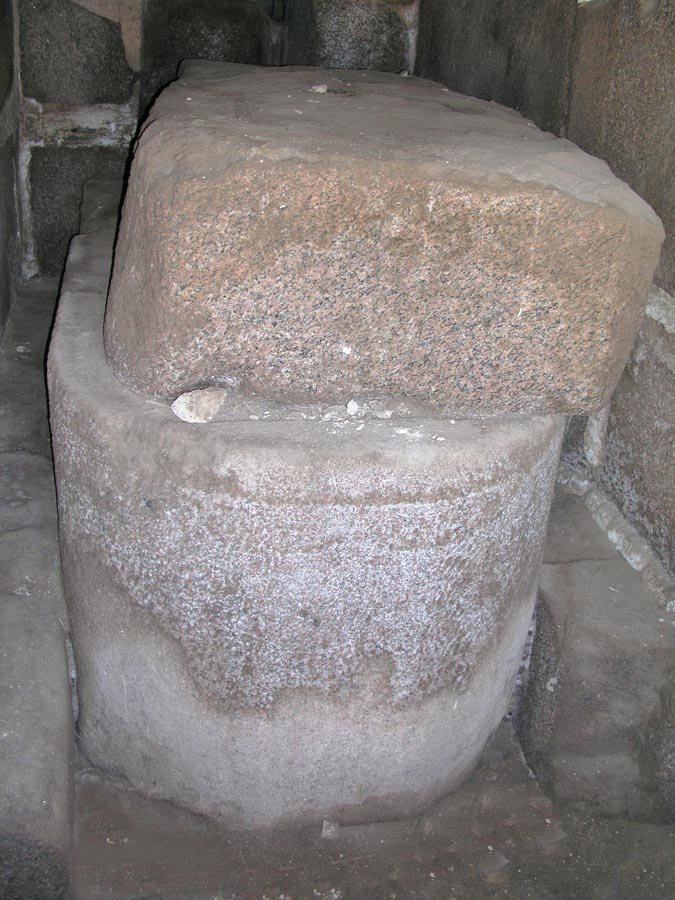
Sarcophage en granite d'Osorkon II
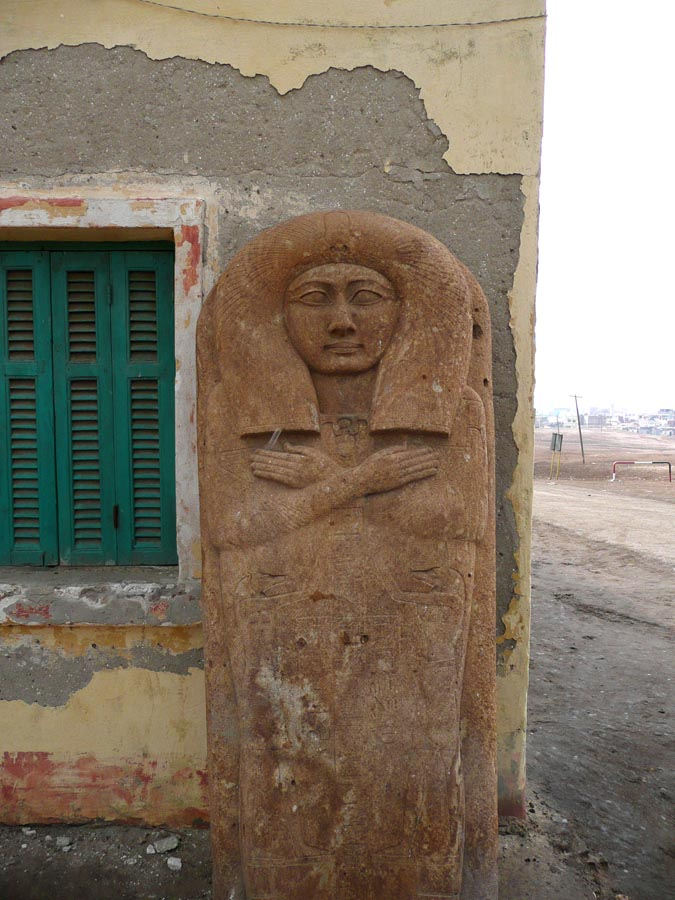
Couvercle du sarcophage du prince Hornakht